# Deutenberg (Tutzing)
Der Deutenberg ist ein 735 m hoher Berg im Bayerischen Alpenvorland westlich von Deixlfurt oberhalb des Deixlfurter Sees.
Trotz der wenig auffallenden bewaldeten Erscheinung besitzt der Deutenberg eine große Dominanz von knapp 17 km bis zu den Ausläufern des Großen Peissenbergs.